# Dubovec (Těšínsko)
Dubovec (polsky Dębowiec, německy Baumgarten) je vesnice v jižním Polsku ve Slezském vojvodství v okrese Těšín. Leží na území Těšínského Slezska na řece Knajce (přítok Visly) asi 6 km severozápadně od Skočova. Je sídlem gminy Dubovec. Roku 2008 obec čítala 1 786 obyvatel a měla rozlohu 13,17 km².
Dějiny vesnice sahají do 13. století, první zmínka o ní pochází z vydané mezi lety 1295 až 1305 listiny biskupství vratislavského. Patrně ve 14. století vznikla vedle původní slovanské osady německá ves Baumgarten, která s ní časem srostla a Baumgarten se ujalo jako německý název pro celý Dubovec.
Od 16. století začaly podél řeky Knajky vyrůstat rybníky, které výrazně poznamenaly okolní krajinu. Rybářství má zásadní význam pro místní hospodářství i v moderní době, nachází se zde mj. zpracovna ryb. Obec je řazena k tzv. Žabímu kraji, rybníkářské oblasti severovýchodního Těšínska.
Podle rakouského sčítání lidu obývaly Dubovec v roce 1910 984 osoby: 56,9 % katolíků a 42,4 evangelíků. 98,4 % uvedlo obcovací řeč polskou, do níž se započítávalo i těšínské nářečí. Značné podpoře se tenkrát v okolí Skočova těšilo šlonzakovské hnutí propagující slezskou národnost a po pádu Rakouska-Uherska buď nezávislý slezský stát, nebo připojení k Československu. Přesto byla roku 1920 obec rozhodnutím Konference velvyslanců spolu s celým východním Těšínskem připojena k Polsku.
Na začátku 20. století byla v Dubovci objevena ložiska zemního plynu. S jeho průmyslovou těžbou se započalo v roce 1946. Zpočátku byl dubovecký plyn dodáván do Polského Těšína a také napájel pouliční osvětlení v Krakově, v současnosti je využíván na území gminy a ve Skočově. Od roku 1963 se v Dubovci těží také třetihorní jodobromová solanka. Jedná se o tzv. Záblatskou solanku (podle Záblatí u Strumeně), která se vyznačuje nejvyšší na světě koncentrací jódu – 140 mg/l. V roce 2014 byla v centru obce postavena solanková gradovna.
16. února 1941 byla nad Dubovcem shozena skupina polských výsadkářů, tzv. Cichociemných. Jednalo se o první výsadek na okupovaném polském území a přitom o omyl. Parašutisté měli přistát u středopolské Włoszczowé, došlo však k navigátorově chybě. Tuto událost připomíná památník.
K památkám obce patří katolický (1854) a evangelický (1912) kostel, špýchar z 18. století a habsburský zámeček (1866).